# Commelina luzonensis
Commelina luzonensis là một loài thực vật có hoa trong họ Commelinaceae. Loài này được Elmer mô tả khoa học đầu tiên năm 1934.